# Grundhof (Luksemburg)
Grundhof (lb. Grondhaff) – wieś (Uertschaft) we wschodnim Luksemburgu, w kantonie Echternach, część jej leży w gminie Beaufort, a pozostała w gminie Berdorf. Do 3 października 2015 miejscowość leżała w dystrykcie Grevenmacher.

## Transport
W latach 1904–1948 przez wieś przebiegała kolej wąskotorowa Grundhof – Dillingen / Beaufort.